# Łysa Góra (Pasym)
Łysa Góra (deutsch Anhaltsberg) ist ein Dorf in der polnischen Woiwodschaft Ermland-Masuren. Es gehört zur Gmina Pasym (Stadt-und-Land-Gemeinde Passenheim) im Powiat Szczycieński (Kreis Ortelsburg).

## Geographische Lage
Łysa Góra liegt am Westufer des Großen Schobensees (polnisch Jezioro Sasek Wielki) in der südlichen Mitte der Woiwodschaft Ermland-Masuren, 13 Kilometer nordwestlich der Kreisstadt Szczytno (deutsch Ortelsburg).

## Geschichte
In dem Gebiet westlich des Großen Schobensees gingen zu Beginn des 18. Jahrhunderts Aschbrenner (auch: Rußbrenner) sowie Teerschweler ihrem Gewerbe nach. Die Aschbrenner lebten in Gruppen von bis zu fünf Familien in schlichten Erdhütten („Nahrlöcher“) solange, bis der Holzvorrat erschöpft war und sie sich ein neues Revier suchen mussten. Die Teerschweler waren sesshafter, war doch der Aufbau eines Teerofens nicht so leicht zu bewerkstelligen. Es entstanden Waldlichtungen, die gelegentlich in Zeitpacht vergeben wurden. Solche Landstücke nannte man „Scheffelplätze“; denn Landpacht wurde nicht nach Vermessung erhoben, sondern nach der in Scheffeln geschätzten Aussaatmenge bestimmt. Erst gegen Ende des 18. Jahrhunderts kam es hier zur Anlage von Dörfern durch Zuteilung von Zusatzländereien.
Im Jahre 1818 wurde das bis 1820 Lissagora genannte und aus mehreren Gehöften bestehende kleine Dorf Anhaltsberg gegründet. 1848 zählte der Ort bereits 95 Einwohner. 1874 wurde er in den neu errichteten Amtsbezirk Korpellen (polnisch Korpele) im ostpreußischen Kreis Ortelsburg eingegliedert. Die Einwohnerzahl stieg bis 1910 auf 129.
Aufgrund der Bestimmungen des Versailler Vertrags stimmte die Bevölkerung im Abstimmungsgebiet Allenstein, zu dem Anhaltsberg gehörte, am 11. Juli 1920 über die weitere staatliche Zugehörigkeit zu Ostpreußen (und damit zu Deutschland) oder den Anschluss an Polen ab. In Anhaltsberg stimmten 109 Einwohner für den Verbleib bei Ostpreußen, auf Polen entfielen keine Stimmen.
Noch vor 1931 wechselte die Landgemeinde Anhaltsberg in den Amtsbezirk Mensguth (polnisch Dźwierzuty). 1933 waren hier 125 Einwohner registriert, 1939 waren es 100.
1945 wurde Anhaltsberg in Kriegsfolge mit dem gesamten südlichen Ostpreußen an Polen überstellt und erhielt ab dem 12. Februar 1948 die polnische Namensform „Łysa Góra“. Heute ist der Ort in die Stadt-und-Land-Gemeinde Pasym (Passenheim) im Powiat Szczycieński (Kreis Ortelsburg) eingegliedert, bis 1998 der Woiwodschaft Olsztyn, seither der Woiwodschaft Ermland-Masuren zugehörig.

## Kirche
Bis 1945 war Anhaltsberg in die evangelische Kirche Mensguth in der Kirchenprovinz Ostpreußen der Kirche der Altpreußischen Union sowie in die katholische Kirche Mensguth im damaligen Bistum Ermland eingepfarrt.
Der gemeinsame Bezug zu dem jetzt Dźwierzuty genannten Kirchort besteht auch heute: zur katholischen Pfarrei im jetzigen Erzbistum Ermland einerseits und zur evangelischen Kirche dort andrerseits. Letzte ist jetzt eine Filialkirche der Pfarrei Pasym (Passenheim) in der Diözese Masuren der Evangelisch-Augsburgischen Kirche in Polen.

## Verkehr
Łysa Góra ist auf zwei nicht gerade komfortabel ausgebauten Nebenstraße zu erreichen: von Jęcznik (Davidshof) im Süden an der Landesstraße 53 (einstige deutsche Reichsstraße 134) und von Grzegrzółki (Kukukswalde) im Nordwesten andrerseits. Eine Anbindung an den Bahnverkehr besteht nicht.